# Лоон
Графство Лоон (Графство Лооз во франкоязычных странах; нидерл. Graafschap Loon, фр. Comté de Looz) — государство Священной Римской империи, лежавшее в пределах современной Бельгии. В какой-то степени соответствует современной бельгийской провинции Лимбург.

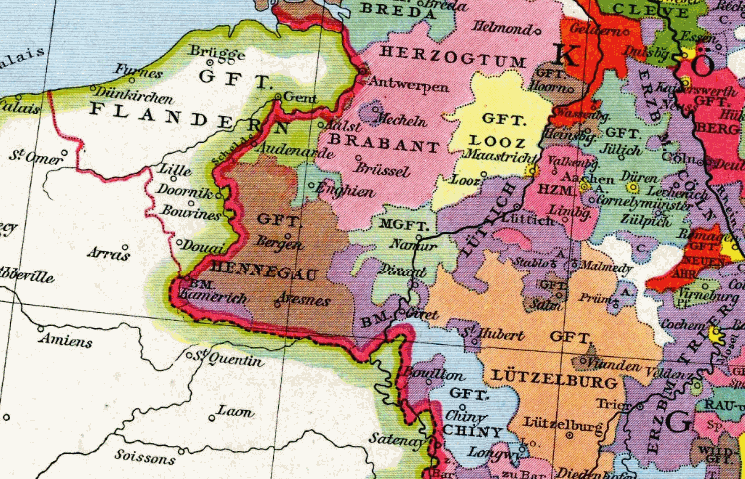

## История
Впервые графство упоминается в 1016 году в хартии льежского епископа Балдрика («fratri meo Gisleberto, comitis…de Los»). Изначально его столицей был город Борглон, но приблизительно в 1200 году ею стал город Хасселт.
В середине XIV века это было владение рода Спанхеймов. В 1366 году графство фактически стало частью Льежского епископства, формально сохраняя суверенный статус.
Крупнейшими городами графства Лоон были: Беринген, Билзен, Борглон, Бре, Хамонт, Хасселт, Херк-де-Стад, Маасейк, Пер и Стоккем. После захвата епархии Францией в 1795 году, графство Лоон было расформировано и стало частью департамента Мёз-Инферьёр. Тогда же всплыл запутанный вопрос о лоонском наследстве.

## Список графов де Лоон
- Оттон (ум. до 1016), сын или внук Родольфа, графа в Бетуве
- Гислеберт (ум. 1044/1046), сын Оттона, брат Балдрика III, епископа Льежа (1008—1018)
- Эммо (ум. 1078), сын
- Арно (Арнуль) I (ум. 1126), сын
- Жерар I (ум. 1103), сын
- Арно (Арнуль) II (р. 1095/1105, ум. 11 апреля после 1136), сын Арнуля I
- Луи I (1125/1130, ум. 11 августа 1171), сын
- Жерар II (р. 1145/1150, ум. после 1194), сын
- Луи II (ум. 29/30 июля 1218), сын. В 1203—1206 граф Голландии.
- Генрих (ум. 2 августа 1218), сын Жерара II, канонник в Льеже, граф Дюра с 1216, граф Лоона в 1218 г. во время малолетства Арнуля IV
- Арно (Арнуль) III (ум. 1221), сын Жерара II, граф Ринека, граф Лоона с 1218/1220 во время малолетства Арнуля IV
- Луи III (ум. 1243), сын графа Ринека Жерара III, племянник предыдущих, граф Лоона в 1221—1227.
- Арнуль IV (ум. 1273), граф Лоона и Шини (Арнуль II), брат
- Жан I (ум. 1279), сын
- Арнуль V (ум. 1323), сын
- Луи IV (ум. 1336), сын
- Тьерри де Хайнсберг (ум. 1361), племянник, сын Годфруа де Хейнсберга и Матильды де Лоон.

После смерти Тьерри де Хейнсберга на Шини и Лоон претендовал его племянник Годфруа де Хейнсберг (1325—1395). Однако графство Лоон захватил епископ Льежа, объявивший о его включении в состав своего духовного княжества.